# Élections législatives de 1898 dans l'Ain
Les élections législatives de 1898 ont eu lieu les 8 et 22 mai 1898.

## Résultats à l'échelle du département
| Partis         | Partis                 | Premier tour | Premier tour | Sièges |
| Partis         | Partis                 | Voix         | %            | Sièges |
| -------------- | ---------------------- | ------------ | ------------ | ------ |
|                | Radicaux               | 47 902       | 57,26        | 5      |
|                | Progressistes          | 25 657       | 30,67        | 1      |
|                | Ralliés                | 7 199        | 8,61         | 0      |
|                | Parti ouvrier français | 2 901        | 3,47         | 0      |
|                |                        |              |              |        |
| Inscrits       | Inscrits               | 105 374      | 100,00       | 6      |
| Votants        | Votants                | 84 476       | 80,17        |        |
| Abstentions    | Abstentions            | 20 898       | 19,83        |        |
| Blancs et nuls | Blancs et nuls         | 817          | 0,97         |        |
| Exprimés       | Exprimés               | 83 659       | 99,03        |        |

## Résultats par arrondissement

### Arrondissement de Belley
| Candidat       | Candidat       | Parti                  | Premier tour | Premier tour |
| Candidat       | Candidat       | Parti                  | Voix         | %            |
| -------------- | -------------- | ---------------------- | ------------ | ------------ |
|                | Honoré Giguet* | Radical                | 9 881        | 52,74        |
|                | Martelin       | Progressiste           | 6 902        | 36,84        |
|                | Davier         | Parti ouvrier français | 1 954        | 10,43        |
|                |                |                        |              |              |
| Inscrits       | Inscrits       | Inscrits               | 23 802       | 100,00       |
| Votants        | Votants        | Votants                | 18 840       | 79,15        |
| Abstention     | Abstention     | Abstention             | 4 962        | 20,85        |
| Blancs et nuls | Blancs et nuls | Blancs et nuls         | 103          | 0,55         |
| Exprimés       | Exprimés       | Exprimés               | 18 737       | 99,45        |

### Arrondissement de Bourg-en-Bresse

#### 1recirconscription
| Candidat       | Candidat       | Parti          | Premier tour | Premier tour |
| Candidat       | Candidat       | Parti          | Voix         | %            |
| -------------- | -------------- | -------------- | ------------ | ------------ |
|                | Joseph Pochon* | Radical        | 8 942        | 64,20        |
|                | Piquet         | Progressiste   | 4 986        | 35,80        |
|                |                |                |              |              |
| Inscrits       | Inscrits       | Inscrits       | 17 819       | 100,00       |
| Votants        | Votants        | Votants        | 14 099       | 79,12        |
| Abstention     | Abstention     | Abstention     | 3 720        | 20,88        |
| Blancs et nuls | Blancs et nuls | Blancs et nuls | 171          | 1,21         |
| Exprimés       | Exprimés       | Exprimés       | 13 928       | 98,79        |

#### 2ecirconscription
| Candidat       | Candidat          | Parti          | Premier tour | Premier tour |
| Candidat       | Candidat          | Parti          | Voix         | %            |
| -------------- | ----------------- | -------------- | ------------ | ------------ |
|                | Hippolyte Herbet* | Radical        | 8 434        | 59,22        |
|                | Villefranche      | Progressiste   | 5 049        | 35,45        |
|                | Grant de Vaux     | Rallié         | 758          | 5,32         |
|                |                   |                |              |              |
| Inscrits       | Inscrits          | Inscrits       | 17 514       | 100,00       |
| Votants        | Votants           | Votants        | 14 351       | 81,94        |
| Abstention     | Abstention        | Abstention     | 3 163        | 18,06        |
| Blancs et nuls | Blancs et nuls    | Blancs et nuls | 110          | 0,77         |
| Exprimés       | Exprimés          | Exprimés       | 14 241       | 99,23        |

### Arrondissement de Gex
| Candidat       | Candidat       | Parti          | Premier tour | Premier tour |
| Candidat       | Candidat       | Parti          | Voix         | %            |
| -------------- | -------------- | -------------- | ------------ | ------------ |
|                | Eugène Bizot*  | Radical        | 3 984        | 91,69        |
|                | Ponsardip      | Progressiste   | 361          | 8,31         |
|                |                |                |              |              |
| Inscrits       | Inscrits       | Inscrits       | 6 630        | 100,00       |
| Votants        | Votants        | Votants        | 4 552        | 68,66        |
| Abstention     | Abstention     | Abstention     | 2 078        | 31,34        |
| Blancs et nuls | Blancs et nuls | Blancs et nuls | 207          | 4,55         |
| Exprimés       | Exprimés       | Exprimés       | 4 345        | 95,45        |

### Arrondissement de Nantua
| Candidat       | Candidat          | Parti                  | Premier tour | Premier tour |
| Candidat       | Candidat          | Parti                  | Voix         | %            |
| -------------- | ----------------- | ---------------------- | ------------ | ------------ |
|                | Jean Carrier      | Progressiste           | 6 273        | 53,57        |
|                | Édouard Philipon* | Radical                | 4 489        | 38,34        |
|                | Carron            | Parti ouvrier français | 947          | 8,09         |
|                |                   |                        |              |              |
| Inscrits       | Inscrits          | Inscrits               | 14 587       | 100,00       |
| Votants        | Votants           | Votants                | 11 825       | 81,07        |
| Abstention     | Abstention        | Abstention             | 2 762        | 18,93        |
| Blancs et nuls | Blancs et nuls    | Blancs et nuls         | 116          | 0,98         |
| Exprimés       | Exprimés          | Exprimés               | 11 709       | 99,02        |

### Arrondissement de Trévoux
| Candidat       | Candidat          | Parti          | Premier tour | Premier tour |
| Candidat       | Candidat          | Parti          | Voix         | %            |
| -------------- | ----------------- | -------------- | ------------ | ------------ |
|                | Alexandre Bérard* | Radical        | 12 172       | 58,80        |
|                | Victor Cambon     | Rallié         | 6 441        | 31,12        |
|                | Rigaud            | Progressiste   | 2 086        | 10,08        |
|                |                   |                |              |              |
| Inscrits       | Inscrits          | Inscrits       | 25 022       | 100,00       |
| Votants        | Votants           | Votants        | 20 809       | 83,16        |
| Abstention     | Abstention        | Abstention     | 4 213        | 16,84        |
| Blancs et nuls | Blancs et nuls    | Blancs et nuls | 110          | 0,53         |
| Exprimés       | Exprimés          | Exprimés       | 20 699       | 99,47        |